# Sandro Schendl
Sandro Schendl (* 19. März 2003 in Güssing) ist ein österreichischer Fußballspieler.

## Karriere

### Verein
Schendl begann seine Karriere beim SV Mischendorf/Neuhaus. Im Jänner 2013 wechselte er zum SV Güssing. Im Oktober 2014 kam er in die Jugend des SK Sturm Graz, bei dem er ab der Saison 2017/18 auch in der Akademie spielte. Zur Saison 2020/21 rückte er in den Kader der Amateure der Grazer, für die er im August 2020 in der drittklassigen Regionalliga debütierte. Im November 2020 erhielt er einen bis Juni 2023 laufenden Profivertrag bei Sturm und rückte in den Profikader auf.
Sein Debüt in der Bundesliga gab der Flügelspieler im April 2021, als er am 23. Spieltag der Saison 2020/21 gegen den FC Red Bull Salzburg in der 84. Minute für Jon Gorenc Stankovič eingewechselt wurde. Dies sollte aber sein einziger Bundesligaeinsatz für die Grazer bleiben, nach der Saison 2022/23 verließ er Sturm.
Anschließend wechselte er zur Saison 2023/24 zum Zweitligisten SV Ried, bei dem er einen bis Juni 2025 laufenden Vertrag erhielt. Nach der Saison 2023/24 verließ er Ried wieder. Zur Saison 2024/25 wechselte er im Anschluss zum Bundesligisten TSV Hartberg, bei dem er einen bis 2026 laufenden Vertrag erhielt. In Hartberg kam er aber ausschließlich für die viertklassigen Amateure zum Zug.
Daraufhin wechselte Schendl zur Saison 2025/26 zum Regionalligisten SV Oberwart.

### Nationalmannschaft
Schendl spielte im Oktober 2017 erstmals für eine österreichische Jugendnationalauswahl. Im September 2019 debütierte er gegen Rumänien für das U-17-Team, für das er bis Oktober 2019 fünfmal zum Einsatz kam. Im Juni 2021 debütierte er gegen Italien für die U-18-Auswahl. Im September 2021 gab er gegen die Türkei sein Debüt im U-19-Team. Mit der U-19-Auswahl nahm er 2022 an der EM teil. Während des Turniers kam er zu zwei Einsätzen, mit Österreich schied er aber in der Gruppenphase aus und verpasste anschließend auch die Qualifikation für die WM.

## Erfolge
- Österreichischer Cup-Sieger: 2023